# Marcjanus Kapella
Marcjanus Kapella lub Marcjan Kapella (łac. Martianus Felix Capella) – żyjący na przełomie IV i V wieku prawnik oraz nauczyciel, pochodzący z rzymskiej prowincji Afryka. Urodził się i działał prawdopodobnie w Kartaginie. 
Autor dzieła, będącego rodzajem encyklopedii, napisanej częściowo prozą, a w części wierszem. Po dostosowaniu przez Kasjodora w VI wieku dla potrzeb Kościoła (Institutiones), stało się ono w średniowieczu głównym podręcznikiem. 
Kapella, nawiązując do Warrona, dokonał podziału nauki na siedem działów, wprowadzając termin Siedem sztuk wyzwolonych. Podział ten utrzymał się w średniowiecznym podziale na Trivium i Quadrivium.
Nie zachował się tytuł składającego się z 9 ksiąg dzieła. Nazywane jest ono najczęściej od tytułu 2 pierwszych ksiąg – De nuptiis Philologiae et Mercurii (Zaślubiny filologii z Merkurym). Autor opisuje w nich alegorycznie przyjęcie weselne Merkurego i Filologii. Panna młoda w prezencie ślubnym obdarowuje małżonka siedmioma służkami, z których każda jest uosobieniem jednej z siedmiu sztuk wyzwolonych. Kolejne księgi opisują poszczególne sztuki. Są to:
- De arte grammatica,
- De arte dialectica,
- De arte rhetorica,
- De geometrica,
- De arithmetica,
- De astrologia,
- De harmonia.

Zaślubiny, oprócz próby podsumowania współczesnej wiedzy, mają również walory literackie. Fragmentami autor nawiązuje do stylu Metamorfoz Apulejusza, używając nie mniej ozdobnego stylu.